# Tyrannoscelio crenatus
Tyrannoscelio crenatus (лат.) — вид платигастроидных наездников из подсемейства Scelioninae. Южная Америка. Эндемик Колумбии.

## Распространение
Южная Америка: Колумбия.

## Описание
Мелкие перепончатокрылые насекомые: длина тела около 3 мм. Основная окраска коричневато-чёрная. От близких видов отличается следующими признаками: вершиной фронтального выступа головы, на котором у самок 14 округлых зубцов; скульптура мезоскутума и скутеллюма морщинисто-пунктированная, внешний край жвал с 5 или 6 зубцами; нотаули очень короткие на мезоскутуме; дорзеллум трёхзубчатый. Усики 12-члениковые. Нижнечелюстные щупики состоят из 4 сегментов, а нижнегубные — 2-члениковые. Формула члеников лапок: 5-5-5. Формула шпор голеней: 1-1-1. Отличаются строением головы, сильно выступающим вперёд фронтальным выступом и крупными вытянутыми мандибулами

## Таксономия
Вид был впервые описан в 2007 году в составе рода Tyrannoscelio колумбийским энтомологом Таней Миленой Ариас-Пенна (National University of Colombia, Богота, Колумбия).